# Брандис, Ирина Михайловна
Ирина Михайловна Ионеску (также Ионеску-Брандис, до замужества выступала под девичьей фамилией Брандис, рум. Irina Ionescu; род. 9 августа 1973, Бельцы) — советская, молдавская и румынская шахматистка, гроссмейстер (2001) среди женщин.
Чемпионка Молдавии (1989, 1991). Чемпионка Румынии (2002).
Первые уроки шахмат получила у своего отца — инженера Михаила Пинхасовича Брандиса (род. 1939), выпускника факультета иностранных языков Бельцкого педагогического института и Одесского института связи, автора изобретений в области ультразвуковой дефектоскопии. Окончила кишинёвскую среднюю школу № 3 (1990). Воспитанница тренера Вячеслава Чебаненко.
Принимала участие в женском командном чемпионате СССР 1991 года. Дважды занимала второе место на чемпионатах Румынии (1996, 1997).
Сестра-близнец — шахматистка Инна Брандис (в замужестве Гладыш), выступала за Румынию. Муж — международный мастер Михай Ионеску (род. 1962); двое детей.

## Изменения рейтинга
| Графики недоступны из-за технических проблем. См. информацию на Фабрикаторе и на mediawiki.org. |